# 森特鎮區 (內布拉斯加州桑德斯縣)
森特鎮區（英語：Center Township）是位於美國內布拉斯加州桑德斯縣的一個行政鎮區。

## 地方資料
森特鎮區的面積為91.81平方千米，當中陸地面積為91.72平方千米，而水域面積為0.09平方千米。根據2020年美國人口普查的數據，當地共有人口741人，而人口密度為每平方千米8.07人。